# 上海世博中心
31°11′19″N 121°29′04″E / 31.188721°N 121.484499°E
上海世博中心，原为中国2010年上海世界博览会世博中心，是2010年上海世博会的综合性核心功能场馆，为世博永久场馆之一，位于世博园区B片区的滨江绿地内。于2007年6月7日开工，并于2009年12月25日正式竣工，总建筑面积为14200平方米。
在世博会其间世博中心将是贵宾会客室、庆典的宴会厅以及论坛的大会堂，在世博会闭幕前《上海宣言》也在此签署。世博会后，这里将是国际一流的会议中心，中共上海市党代会、上海市人大、政协等政务会议、上海合作组织峰会、亚太经济合作组织会议等也将在此举行。
世博中心共有中央大厅、大会堂、政务厅、宴会大厅和多功能厅五大部分组成，名称分别为绿厅、红厅、蓝厅、金厅、银厅。